# Lista palatelor din București
Mai jos sunt enumerate palatele din București.
- Palatul fostei Societăți de asigurări Dacia - România
- Palatul Auschnit, deținut în prezent de Gigi Becali [1][2][3]
- Palatul Academiei Comerciale  (sediul ASE)
- Palatul Arhiepiscopal (Nunțiatura Apostolică)
- Palatul Artelor (Muzeul Militar până în 1938, demolat după cutremurul din 1940)
- Palatul Băncii Marmorosch Blank
- Palatul Bragadiru
- Palatul Brătianu[4]
- Palatul BNR
- Palatul Bursei (în prezent sediul Bibliotecii Naționale)
- Palatul Camerei Deputaților (în prezent Palatul Patriarhiei)
- Palatul Cantacuzino (Muzeul George Enescu)
- Palatul C.E.C.
- Palatul Cercului Militar
- Palatul CFR
- Palatul Monopolurilor de Stat
- Palatul Cotroceni (sediul Președinției României)
- Palatul Creditului Industrial
- Palatul Crețulescu
- Palatul Dacia
- Palatul Elisabeta
- Palatul Facultății de Drept
- Palatul Facultății de Medicină
- Palatul Fundației Universitare Carol I (o parte a palatului găzduiește BCU)
- Palatul Ghika Tei
- Palatul H. Spayer (găzduiește Asociația 21 decembrie 1989”)
- Palatul Institutului de Arhitectură
- Palatul de Justiție din București
- Palatul Ligii Culturale (Teatrul Bulandra)
- Palatul Ministerului Agriculturii
- Palatul Mogoșoaia
- Palatul Național al Copiilor
- Palatul Nifon [5]
- Palatul Parlamentului (Casa Poporului)
- Palatul Patriarhal
- Palatul Poștelor (Muzeul Național de Istorie)
- Palatul Primăriei Capitalei (fostul Palat al Ministerului Lucrărilor Publice)
- Palatul Radiodifuziunii (Studioul de concerte Mihail Jora)
- Palatul Regal (Muzeul Național de Artă)
- Palatul Romanit
- Palatul Senatului (fostul CC al PCR)
- Palatul Societății Funcționarilor Publici (ARCUB)
- Palatul Societății de gaz și electricitate
- Palatul Sporturilor
- Palatul Șuțu (Muzeul Municipiului București)
- Palatul Telefoanelor
- Palatul Societății Tinerimea Română
- Palatul Universității (sediul Universității București)
- Palatul Medicilor Veterinari (Ministerul de Justiție)
- Palatul Vama Poștei (Ministerul Administrației și Internelor)
- Palatul Victoria (sediul Guvernului României)
- Palatul voievodal (Muzeul „Curtea Veche”)
- Palatul Suter